# Stars Dance Tour
Star Dance Tour este primul turneu mondial realizat de cântăreața americană Selena Gomez pentru promovarea albumului său Star Dance. A avut loc în 2013 în mai multe orașe din SUA și Europa.

## Piese interpretate
1. "Bang Bang Bang"
2. "Round & Round"
3. "Like a Champion"
4. "B.E.A.T.& Work"
5. "Stars Dance"
6. "Write Your Name"
7. "Birthday & Birthday Cake"
8. "Roar" (cover după Katy Perry) (în SUA)
9. "Love You Like a Love Song"
10. "Love Will Remember"
11. "Royals" (Lorde cover) (în Europa și Canada)
12. "Dream" (cover după Priscilla Ahn)
13. "Whiplash"
14. "Naturally"
15. "Save the Day"
16. "Undercover"
17. "A Year Without Rain"
18. "Come & Get It"
19. "Slow Down"